# Lina Attalah
Lina Attalah (1983) es una periodista y activista por la libertad de expresión egipcia, cofundadora y editora jefe del periódico digital egipcio independiente Mada Masr, y que en 2020 fue incluida en la Time 100, como una de las 100 personas más influyentes del año.

## Trayectoria
Attalah fue alumna del United World College Movement. Estudió en el Colegio del Mundo Unido del Adriático en Duino, Italia. Cursó la carrera de Periodismo en la Universidad Americana en El Cairo.
Como periodista, Attalah fue editora jefe del Egypt Independent antes del cierre de su edición impresa en 2013. Además, es cofundadora y primera editora en jefe de Mada Masr, un periódico digital egipcio independiente. Participa activamente en la lucha contra las restricciones al periodismo íntegro y honesto. Se ha erigido en defensora del pueblo palestino y se ha pronunciado contra la ocupación de sus territorios y el bloqueo de Gaza.
Ha cubierto eventos notables del mundo egipcio, incluida la Revolución egipcia de 2011. Publicó artículos en Al-Masry Al-Youm, Cairo Times, The Daily Star  y The Christian Science Monitor, así como para la agencia de noticias Thomson Reuters. Trabajó como productora de radio y coordinadora de campaña para el Servicio Mundial de la BBC en 2005. 
Como oradora, Attalah ha sido invitada a intervenir en el Día Mundial de la Libertad de Prensa de la UNESCO, la agencia Storyful de Australia, el Foro de Medios Árabes, entre otros eventos.  
Attalah es muy activa en las redes sociales, sobre todo en Twitter, donde es seguida por decenas de miles de personas.

### Represión
En 2011, fue una de los periodistas atacados por las fuerzas de seguridad mientras cubrían una manifestación en El Cairo.
En noviembre de 2019, Attalah fue detenida por los servicios de seguridad egipcios después de que Mada Masr, del que es redactora jefe, publicara un artículo sobre los planes para que el hijo del presidente Abdel Fattah el-Sisi, Mahmoud el-Sisi, fuera trasladado de la General Intelligence Directorate -uno de los tres servicios de inteligencia egipcios- a la Military Intelligence and Reconnaissance y asignado a un puesto diplomático en Moscú en 2020, todo ello para contrarrestar el impacto negativo que la visibilidad mediática de Mahmoud tuvo en la imagen de su padre, el presidente el-Sisi. Otro miembro de Mada Masr, Shady Zalat, fue detenido durante un día y medio, los ordenadores portátiles y los teléfonos de la redacción del periódico fueron confiscados y el personal fijo y freelance estuvo incomunicado en las oficinas durante varias horas por las fuerzas de seguridad. 
El 18 de mayo de 2020, en lo que se describió como una creciente represión contra la libertad de expresión vinculada al Covid-19, Attalah fue arrestada frente a la prisión de Tura en El Cairo, mientras entrevistaba a la hermana del periodista detenido Alaa Abd El-Fattah, finalmente fue puesta en libertad bajo fianza horas después de su arresto.

## Premios y reconocimientos
Time la reconoció como una "Líder de la nueva generación" y en 2018 se refirió a ella como "la muckraker del Mundo árabe". En 2020 la incluyó asimismo en la Time 100, la lista de las personas más influyentes del año.
En 2020 recibió el Knight International Journalism Award que otorga el International Center for Journalists (ICFJ) de los Estados Unidos a la labor destacada de los periodistas del mundo por generar o impulsar cambios en las sociedad.